# Bouba Sampil
Bouba Sampil de son nom de naissance Aboubacar Sampil, est un homme d'affaires, expert en finances et dirigeant de football guinéen.
Il est le PDG de Nimba Mining.

## Parcours professionnel
Il prend la présidence de l'AS Kaloum en 2013 en remplacement de Baidy Aribot. Dès 2014, il rénove le Stade de la Mission, qui accueille son club, à hauteur d'environ 702.000 €.
En 2023, Bouba Sampil est candidat à l'élection de président de la Fédération guinéenne de football qu'il remporte le 6 janvier 2024 avec 37 des 65 voix des membres statutaires. Il succède ainsi à Antonio Souaré qui avait dû laisser sa place à un Comité de normalisation il y a de cela deux ans.
En février 2024, il entame sa première missions de terrain à Kindia,.
Le 8 avril 2025, il est révoqué de son poste de président de la Fédération guinéenne de football, suite à un vote à l’unanimité du comité exécutif ,. La decision est entériner lors de l'Assemble général de la fédération le 8 mai 2025.